# Karl von Müffling
Friedrich Karl Ferdinand Freiherr von Müffling, apelidado de Weiss (12 de junho de 1775 – 10 de janeiro de 1851), foi um Generalfeldmarschall prussiano e teórico militar. Ele serviu como oficial de ligação de Blücher no quartel-general de Wellington durante a Batalha de Waterloo e foi um dos organizadores da vitória final sobre Napoleão. Após as guerras, serviu em função diplomática no Congresso de Aix-la-Chapelle e foi um grande contribuidor para o desenvolvimento do Estado-Maior Geral Prussiano como Chefe. Müffling também se especializou em topografia militar e cartografia.

## Biografia
Nascido em Halle, Müffling ingressou no exército prussiano em 1790.
Em 1799 Müffling contribuiu para um dicionário militar editado pelo Tenente W. von Leipziger, e no inverno de 1802–1803, sendo então um subalterno, foi nomeado para o recém-formado estado-maior geral como tenente-intendente. Ele já havia feito trabalho de levantamento topográfico, e agora foi encarregado de funções de topografia sob o astrônomo Franz Xaver, Barão Von Zach (1754–1832). Em 1805, quando em vista de uma guerra com a França o exército foi colocado em pé de guerra, Müffling foi promovido a capitão e designado aos estados-maiores gerais, sucessivamente, do General von Wartensleben, Frederick Louis, Príncipe de Hohenlohe-Ingelfingen e Gebhard Leberecht von Blücher.
Em 1806 Müffling serviu sob Hohenlohe, Karl August, Grão-Duque de Saxe-Weimar-Eisenach, e Blücher, e foi incluído na capitulação do corpo do último em Ratekau em 7 de novembro de 1806, no dia seguinte à Batalha de Lübeck. Depois disso ele ingressou no serviço civil do Duque de Weimar. Ele voltou ao exército no início da Campanha Alemã de 1813, e foi colocado no estado-maior do Exército da Silésia.
A morte de Gerhard von Scharnhorst de um ferimento recebido em Lützen forçou uma reorganização do comando do Exército Prussiano. August von Gneisenau sucedeu Scharnhorst como Chefe do Estado-Maior de Blücher. Müffling por sua vez foi nomeado como seu adjunto (Generalquartiermeister), embora Gneisenau tivesse preferido Carl von Clausewitz.
Suas qualidades de negócio e senso comum eram muito valorizados, embora as diferenças temperamentais entre Müffling e Gneisenau frequentemente levassem ao atrito, especialmente porque o primeiro era em certa medida o representante da escola antiquada de estrategistas topográficos, a quem (corretamente no geral) o desastre da Batalha de Jena foi atribuído. No intervalo entre a primeira ocupação de Paris e os Cem Dias, Müffling serviu como chefe do estado-maior do General russo Michael Andreas Barclay de Tolly e do General Friedrich Graf Kleist von Nollendorf. Foi comissário prussiano no quartel-general do Duque de Wellington na campanha de Waterloo, e esteve envolvido nas várias controvérsias que se centraram nos eventos da Batalha de Waterloo em 18 de junho de 1815.
Após a queda final de Napoleão, Müffling foi signatário da Convenção de St. Cloud e depois serviu no estado-maior do Exército de Ocupação na França. Por alguns meses foi governador militar de Paris. Passou parte de seu tempo no Reno em trabalho de levantamento topográfico, e foi empregado pelo Rei Frederico Guilherme III em várias missões diplomáticas. Em 1821 tornou-se chefe do estado-maior geral em Berlim, e embora tenha sido acusado de satisfazer seu gosto pelo trabalho topográfico em detrimento do treinamento para a guerra, seu trabalho não foi desperdiçado, pois ele deu uma excelente organização ao estado-maior geral, e executou levantamentos elaborados e úteis. Em 1829 visitou Constantinopla e São Petersburgo em conexão com negociações de paz entre a Rússia e a Turquia. Teve um papel proeminente na história militar e civil da Prússia, e de 1838 a 1847 foi governador de Berlim. Foi também o inventor de um sistema de hachuras para mapas. O declínio da saúde forçou sua aposentadoria no último ano, e ele morreu em 10 de janeiro de 1851, em sua propriedade de Ringhofen.

## Obras
Sob as iniciais de C(arl) von W(eiss), Muffling escreveu várias obras importantes sobre arte militar e história:
- Operations plan der preuss-sächs. Armee 1800 (Weimar, 1807)
- anotações marginais sobre Grundsätze der höheren Kriegskunst für die Generäle der österreichischen Armee do arquiduque Carlos
- anotações marginais sobre Bericht über die Vorgänge bei der Hohenloheschen Armee 1806 de Rühle von Lilienstern
- Die preussisch-russische Kampagne bis zum Waffenstillstande 1813 (Berlin, 1813)
- Geschichte der Armeen unter Wellington und Blücher 1819 (Stuttgart, 1817)
- Zur Kriegsgesch. der Jahre 1813-1814: die Feldzüge der schlesischen Armee von des Beendigung des Waffenstillstandes bis zur Eroberung von Paris (Berlin, 1824)
- Betrachtungen über die grossen Operationen und Schlachten 1813-1815 (Berlin, 1825)
- Napoleons Strategie 1813 (Berlin, 1827)
- um ensaio sobre as estradas romanas no baixo Reno (Berlin, 1834).

Suas reminiscências:
- Aus meinem Leben (Berlin, 1851).
- Narrative of my Missions to Constantinople and St. Petersburg, in the Years 1829 and 1830 (London, 1855); traduzido por David Jardine.

## Ordens e condecorações
- Reino da Prússia:[3]
  - Cruz de Ferro (1813), 1ª Classe
  - Pour le Mérite (militar), com Folhas de Carvalho, 3 de junho de 1814[4]
  - Cruz de Distinção de Serviço
  - Cavaleiro da Ordem da Águia Negra, 18 de novembro de 1829; com Diamantes, 15 de outubro de 1840[5]
- Império Austríaco: Cavaleiro da Ordem Militar de Maria Teresa, 1814[6]
- Reino da França: Comendador da Ordem do Mérito Militar[3]
- Grão-Ducado de Hesse: Grã-Cruz da Ordem de Ludwig[3]
- Países Baixos: Comendador da Ordem Militar de Guilherme, 22 de março de 1819[7]
- Predefinição:Country data Saxe-Weimar-Eisenach: Grã-Cruz da Ordem do Falcão Branco, 6 de outubro de 1817[8]
- Reino Unido: Cavaleiro Comendador Honorário da Ordem do Banho (divisão militar), 20 de outubro de 1815[9]
- Reino de Hanôver: Grã-Cruz da Real Ordem Guélfica, 1825[10]
- Império Russo:[3]
  - Cavaleiro da Ordem de São Jorge, 4ª Classe, 10 de dezembro de 1813;[11] 3ª Classe, 25 de janeiro de 1817
  - Cavaleiro da Ordem de São Vladimir, 1ª Classe, 1829[12]
  - Cavaleiro da Ordem de Santo Alexandre Nevsky, com Diamantes, 1830[12]
  - Cavaleiro da Ordem de Santo André, com Diamantes, 8 de outubro de 1838
  - Cavaleiro da Ordem de Santa Ana, 1ª Classe com Diamantes